# Процес срещу ВМРО (обединена)
Процесът срещу Вътрешната македонска революционна организация (обединена) е съдебно дело срещу 19 активисти на организацията, 5 от които са съдени задочно, проведено през юли 1936 г. и довело на практика до преустановяване на активната дейност на организацията.

## Провали през 1935 г.
През март 1935 г. е провалена организацията на ВМРО (обединена) в Горна Джумая. На 1 август 1935 г. – международния антифашистки ден, дейци на ВМРО (обединена) окачват червени знамена по публични сгради в Неврокопско. Полицията залавя извършителите, арестите се разширяват и засягат мрежата на организацията в Неврокопско. Горноджумайският провал води до провал и на Областния комитет в София. На 15 август членовете на комитета са арестувани и в ръцете на полицията попада и печатницата „Симеон Кавракиров“ заедно с много документи, които стават основа на следствието срещу задържаните.

## Процес
През август 1935 г. българската полиция образува служебно дело № 190/1935 г. въз основа на Закона за защита на държавата с цел да се изясни характерът на организацията ВМРО (обединена), при което обвиняеми по членове 282, 291, 292 от НС са:
| Име                                 | Родно място   | Обявена народност | Позиция                                                                                               |
| ----------------------------------- | ------------- | ----------------- | --- |
| Димитър Влахов                      | Кукуш         | задочно           | |
| Владимир Поптомов                   | Белица        | задочно           | |
| Васил Ивановски                     | Головраде     | задочно           | |
| Методи Шатаров                      | Прилеп        | задочно           | |
| Арсо Василев Поптодоров             | Струмица      | задочно           | завеждащ печатницата „Симеон Кавракиров“                                                              |
| Асен Чаракчиев                      | Неврокоп      | македонец         | |
| Христо Калайджиев                   | Енидже Вардар | българин          | член на Областния комитет в София, член на емигранстката комисия за работа в братствата               |
| Александър Мартулков                | Велес         | българин          | |
| Борис Михов                         | Велес         | българин          | член на емигранстката комисия за работа в братствата                                                  |
| Григор Динев Стефов                 | Дойран        | македонец         | секретар на Окръжния комитет в София                                                                  |
| Минко Георгиев Попов                | Якоруда       | македонец         | техническо лице в Окръжния комитет в София                                                            |
| Стефан Георгиев Нанов               | Маловище      | македонец         | секретар на I район в София, редактор и завеждащ издаването на органа на Окръжния комитет „Обединист“ |
| Христо Георгиев Димитров            | Крива         | македонец         | секретар на II район в София и член на Окръжния комитет в София                                       |
| Благой Иванов Попйорданов           | Велес         | македонец         | секретар на III район в София                                                                         |
| Филип Георгиев Вригазов             | Якоруда       | македонец         | секретар на IV район в София                                                                          |
| Иван Динишев Наков                  | Долни Тодорак | македонец         | член на ВМРО (обединена)                                                                              |
| Петър Калчев                        | Керека        | българин          | помагач на нелегалната дейност на организацията                                                       |
| Мара Димитрова Петрова Шарланджиева | Неврокоп      | македонка         | помагач на нелегалната дейност на организацията                                                       |
| Йордан Анастасов                    | Кавадарци     | българин          | бивш член, неподдържащ връзки с организацията                                                         |

Въз основа на показанията е съставен обвинителният акт, който твърди, че ВМРО (обединена) е поделение на нелегалната БКП, която проповядва насилствена промяна на държавния строй и откъсване на части от територията на страната, изрично подчертавайки, че според идеологията на организацията македонците не са българи, а самостоятелна нация. Защитата ангажира адвокати с леви убеждения, между които и бивши дейци на ВМОРО като Никола Манолев. ВМРО (обединена) и БКП организират и изпращане на протестни писма и телеграми до съда с искане за прекратяване на делото, тъй като то увреждало престижа на България.
На процеса, започнал на 8 юли 1936 година, 9 обвиняеми се обявяват за „македонци“, а 5 за „българи“, като от последните само Петър Калчев е роден извън Македония. Всички обвиняеми се обявяват за невинни, защитават националноосвободителния характер на организацията и отхвърлят тя да е класова, като връзките с БКП представят за тактически и така се твърди, че организацията не може да бъде подведена по ЗЗД.
Чаракчиев излага идеологията на ВМРО (обединена) – не крие комунистическите си възгледи, но отрича връзките между ВМРО (обединена) и БКП, поддържа тезата за необходимото отделяне на Пиринска Македония от България и за наличието на „македонска нация“, което обосновава с политически аргументи – изявяването на македонците като българи пораждало подозрения към борбата им у съседните държави и другите македонски народности.
Анастасов, който отдавна не поддържа връзки с ВМРО (обединена), твърди, че македонците са българи и че Пиринска Македония не е завоювана част от Македония. Калайджиев, Михов и Мартулков отричат членството си в организацията.
Свидетели по делото са известни емигрантски дейци като В. Марков, Славчо Клямбов, протогеровисткият водач Перо Шанданов и бивши членове на ВМРО (обединена) като Георги Занков, Павел Шатев, Димитър Сматракалев, Наум Терзиянов. Свидетелите подкрепят тезите на подсъдимите и отхвърлят обвиненията на прокурора. Занков, Шатев и Терзиянов посочват като единствен проводник на комунизма във ВМРО (обединена) Димитър Влахов.
Шанданов, независимо от това че шандановистите са скъсали с ВМРО (обединена) в 1933 година, се изказваласкаво за подсъдимите и се стреми да допринесе за намаляване на тежестта на обвиненията срещу тях, като използва процеса и за трибуна за огласяване на собствените си политически възгледи по Македонския въпрос.

## Присъди
На базата на полицейското дознание и веществените доказателства съдът окачествява организацията като антидържавна и прокомунистическа, целяща с насилие (въоръжено въстание) да промени държавния строй и да накърни териториалната цялост на страната.
На 21 юли Влахов и Поптомов задочно са осъдени на 12 години и половина затвор. Анастасов, Мара Шарланджиева и Калчев са оправдани, а останалите са осъдени на 5 години затвор и 50 000 лева глоба.

## Последици
Процесът е последната публична проява на ВМРО (обединена) извън Пиринска Македония. В самата Пиринска Македония дейността на организацията също заглъхва – според полицейски доклади съществуващите обединистки групи не проявяват почти никаква активност, освен срещи и разговори.
След процеса организацията постепенно преустановява своята 10-годишна дейност – решението е взето от БКП и е съгласувано с Изпълнителния комитет на Комунистическия интернационал. По решение на Балканския лендерсекретариат се закрива Задграничното бюро на ЦК на организацията и се преустановява издаването на „Македонско дело“. Постепенно дейността на организацията е преустановена и членската ѝ маса се влива в БКП.